# Pimus hesperellus
Pimus hesperellus är en spindelart som beskrevs av Chamberlin 1947. Pimus hesperellus ingår i släktet Pimus och familjen mörkerspindlar. Inga underarter finns listade i Catalogue of Life.